# 蘇尼加冰川
74°34′S 111°51′W / 74.567°S 111.850°W
蘇尼加冰川（英語：Zuniga Glacier）是南極洲的冰川，位於瑪麗伯德地的沃爾格林海岸，最終注入多特森冰架，美國地質調查局根據測量和該國海軍的空中照片繪入地圖，現時由南極條約體系管理。